# Sent Ipolit
Sent Ipolit (en francès Saint-Hippolyte-du-Fort) és un municipi francès situat al departament del Gard i a la regió d'Occitània.